# Andrena sagittaria
Andrena sagittaria là một loài Hymenoptera trong họ Andrenidae. Loài này được Warncke mô tả khoa học vào năm 1968.